# Договорная кривая
Исходя из определённой наделённости  в ящике Эджворта, договорная кривая представляет собой  отдельное рациональное подмножество множества Парето. В ящике Эджворта договорная кривая соединяет все точки, в которых касаются друг друга кривые безразличия двух потребителей или изокванты двух производителей. Наклон касающихся кривых безразличия или касающихся изоквант во всех точках договорной кривой одинаков, поэтому  предельные нормы замещения обоих благ, исследуемых в ящике Эджворта, равны. Это означает, что во всех точках договорной кривой предельные нормы замещения одинаковы для обоих участников. 
В отношении любой точки на договорной кривой можно говорить об оптимальном по Парето распределении благ. Также договорная кривая может толковаться как множество оптимальных по Парето распределений в экономике. Кроме того, равновесие по Вальрасу лежит на договорной кривой множества Парето.
Договорную кривую можно описать следующим образом:
{\displaystyle \max _{x^{1},x^{2}}u^{1}(x^{1})}
при условии, что:
{\displaystyle x_{1}^{1}+x_{1}^{2}\leq \omega _{1}^{tot}}
{\displaystyle x_{2}^{1}+x_{2}^{2}\leq \omega _{2}^{tot}}
{\displaystyle u^{2}(x^{2})\geq u_{0}^{2}}
для разных значений {\displaystyle u_{0}^{2}}